# Stefano Fabri (1560-1609)
Pour les articles homonymes, voir Stefano Fabri.
Stefano Fabri, né vers 1560 à Orvieto et mort le 28 août 1609 à Loreto, dans la province d'Ancône, est un compositeur italien. Il est le père de Stefano Fabri (1606-1658), également compositeur.

## Biographie
Stefano Fabri, né vers 1560 à Orvieto, est le père de Stefano Fabri (1606-1658) et compositeur comme lui. Du 11 mai 1590 jusqu'en mars 1591, il est maître de chapelle du Collegio Germanico à Rome. 
Il est mort le 28 août 1609 à Loreto.